# Macrospina
Macrospina is een kevergeslacht uit de familie van de boktorren (Cerambycidae). De wetenschappelijke naam van het geslacht werd voor het eerst geldig gepubliceerd in 1956 door Mateu.

## Soorten
Macrospina is monotypisch en omvat slechts de volgende soort:
- Macrospina caboverdiana Mateu, 1956